# Major League Baseball 2006
Major League Baseball 2006 spelades mellan den 2 april och 27 oktober 2006 och vanns av St. Louis Cardinals efter finalseger mot Detroit Tigers med 4-1 i matcher. Major League Baseball bestod säsongen 2006 av 30 lag uppdelade i två ligor, American League (14 lag) och National League (16 lag), där alla lag spelade 162 matcher vardera, med 81 matcher hemma och 81 matcher borta. Varje liga var uppdelade i tre divisioner, med fyra, fem eller sex lag i varje, där varje divisionsvinnare gick vidare till slutspel tillsammans med det i övrigt bästa laget i varje division (så kallat "wild card-lag").

## Tabeller
American League bestod av 14 lag, varav fem lag i East och Central Division och fyra lag i West Central Division, medan National League bestod av 16 lag, varav fem i East och West Division och sex lag i Central Division. Totalt 162 matcher spelades per lag, varav 81 lag hemma och 81 lag borta. Från American League gick New York Yankees, Minnesota Twins och Oakland Athletics vidare till slutspel som divisionssegrare och Detroit Tigers vidare som wild card; från National League gick New York Mets, St. Louis Cardinals och San Diego Padres vidare till slutspel som divisionssegrare och Los Angeles Dodgers vidare som wild card. I National League hamnade San Diego Padres och Los Angeles Dodgers på samma antal segrar efter säsongens slut. Eftersom antalet segrar skulle räcka för en wild card-plats, så var båda ändå kvalificerade för slutspel. För att avgöra vilket lag som skulle placera sig först rankade man lagen efter inbördes möten och då San Diego Padres vunnit 13 av 18 matcher under säsongen så blev San Diego Padres vinnare av National League West Division, medan Los Angeles Dodgers gick vidare som wild card.
| East Division        | V  | F   | %    |
| -------------------- | -- | --- | ---- |
| New York Yankees     | 97 | 65  | .599 |
| Toronto Blue Jays    | 87 | 75  | .537 |
| Boston Red Sox       | 86 | 76  | .531 |
| Baltimore Orioles    | 70 | 92  | .432 |
| Tampa Bay Devil Rays | 61 | 101 | .377 |

| Central Division   | V  | F   | %    |
| ------------------ | -- | --- | ---- |
| Minnesota Twins    | 96 | 66  | .593 |
| Detroit Tigers     | 95 | 67  | .586 |
| Chicago White Sox  | 90 | 72  | .556 |
| Cleveland Indians  | 78 | 84  | .481 |
| Kansas City Royals | 62 | 100 | .383 |

| West Division                 | V  | F  | %    |
| ----------------------------- | -- | -- | ---- |
| Oakland Athletics             | 93 | 69 | .574 |
| Los Angeles Angels of Anaheim | 89 | 73 | .549 |
| Texas Rangers                 | 80 | 82 | .494 |
| Seattle Mariners              | 78 | 84 | .481 |

| East Division         | V  | F  | %    |
| --------------------- | -- | -- | ---- |
| New York Mets         | 97 | 65 | .599 |
| Philadelphia Phillies | 85 | 77 | .525 |
| Atlanta Braves        | 79 | 83 | .488 |
| Florida Marlins       | 78 | 84 | .481 |
| Washington Nationals  | 71 | 91 | .438 |

| Central Division    | V  | F  | %    |
| ------------------- | -- | -- | ---- |
| St. Louis Cardinals | 83 | 78 | .516 |
| Houston Astros      | 82 | 80 | .506 |
| Cincinnati Reds     | 80 | 82 | .494 |
| Milwaukee Brewers   | 75 | 87 | .463 |
| Pittsburgh Pirates  | 67 | 95 | .414 |
| Chicago Cubs        | 66 | 96 | .407 |

| West Division        | V  | F  | %    |
| -------------------- | -- | -- | ---- |
| San Diego Padres     | 88 | 74 | .543 |
| Los Angeles Dodgers  | 88 | 74 | .543 |
| San Francisco Giants | 76 | 85 | .472 |
| Arizona Diamondbacks | 76 | 86 | .469 |
| Colorado Rockies     | 76 | 86 | .469 |

## Slutspel
Slutspelet bestod av tre omgångar, Division Series (DS), League Championship Series (LCS) och World Series (WS). De två första omgångarna spelades inom varje liga, så lagen inom American respektive National League mötte varandra i DS och LCS, vilket innebar att en vinnare av American League och National League korades. Dessa två möttes i World Series, som även var finalen. Till slut vann Detroit Tigers American League och St. Louis Cardinals vann National League. World Series vanns av St. Louis Cardinals efter seger i World Series med 4-1 i matcher.

### Division Series
- New York Yankees – Detroit Tigers 1–3 i matcher
  - 8–4; 3–4; 0–6; 3–8
- Minnesota Twins – Oakland Athletics 0–3 i matcher
  - 2–3; 2–5; 3–8
- New York Mets – Los Angeles Dodgers 3–0 i matcher
  - 6–5; 4–1; 9–5
- San Diego Padres – St. Louis Cardinals 1–3 i matcher
  - 1–5; 0–2; 3–1; 2–6

### League Championship Series
- Oakland Athletics – Detroit Tigers 0–4 i matcher
  - 1–5; 5–8; 0–3; 3–6
- New York Mets – St. Louis Cardinals 3–4 i matcher
  - 2–0; 6–9; 0–5; 12–5; 2–4; 4–2; 1–3

### World Series
- Detroit Tigers – St. Louis Cardinals 1–4 i matcher
  - 2–7; 3–1; 0–5; 4–5; 2–4

## Källa
Den här artikeln är helt eller delvis baserad på material från engelskspråkiga Wikipedia.